# Vitalij Blank
Vitalij Blank (* 10. Juni 1982 in Karaganda, Kasachische SSR) ist ein deutsch-kasachischer Eishockeyspieler, der seit 2014 bei den Hamburg Crocodiles in der Eishockey-Oberliga unter Vertrag steht.

## Karriere
Vitalij Blank begann seine Karriere als Eishockeyspieler beim GEC Nordhorn, für dessen Profimannschaft er in der Saison 1999/2000 sein Debüt in der 2. Bundesliga gab. Nach nur sechs Spielen wechselte er zum Ligarivalen EC Wilhelmshaven-Stickhausen, für den er bis 2001 aktiv war. Anschließend verbrachte der Verteidiger zwei Jahre beim Adendorfer EC in der viertklassigen Regionalliga. Es folgten je ein Jahr beim EV Ravensburg in der drittklassigen Oberliga sowie beim REV Bremerhaven in der 2. Bundesliga. Von 2005 bis 2007 spielte er je ein Jahr lang für die Oberligisten 1. EV Weiden und EV Ravensburg.
In Ravensburg begann Blank auch die Saison 2007/08, diesmal jedoch in der 2. Bundesliga. Die Spielzeit beendete er schließlich beim Oberligisten Starbulls Rosenheim. In der Saison 2008/09 lief er für den Oberligisten Rostocker EC auf. Anschließend verbrachte er eine Spielzeit beim Regionalligisten ESC Braunlage, ehe er zur Saison 2010/11 zum Rostocker EC zurückkehrte. 2014 zog es ihn von der Ostsee an die Alster, wo er nun bei den Hamburg Crocodiles ebenfalls in der Oberliga auf dem Eis steht.